# Agonopsis
Agonopsis – rodzaj morskich ryb skorpenokształtnych z rodziny lisicowatych.

## Klasyfikacja
Gatunki zaliczane do tego rodzaju:
- Agonopsis asperoculis
- Agonopsis chiloensis
- Agonopsis sterletus
- Agonopsis vulsa